# Ludwig Schwitzer von Bayersheim

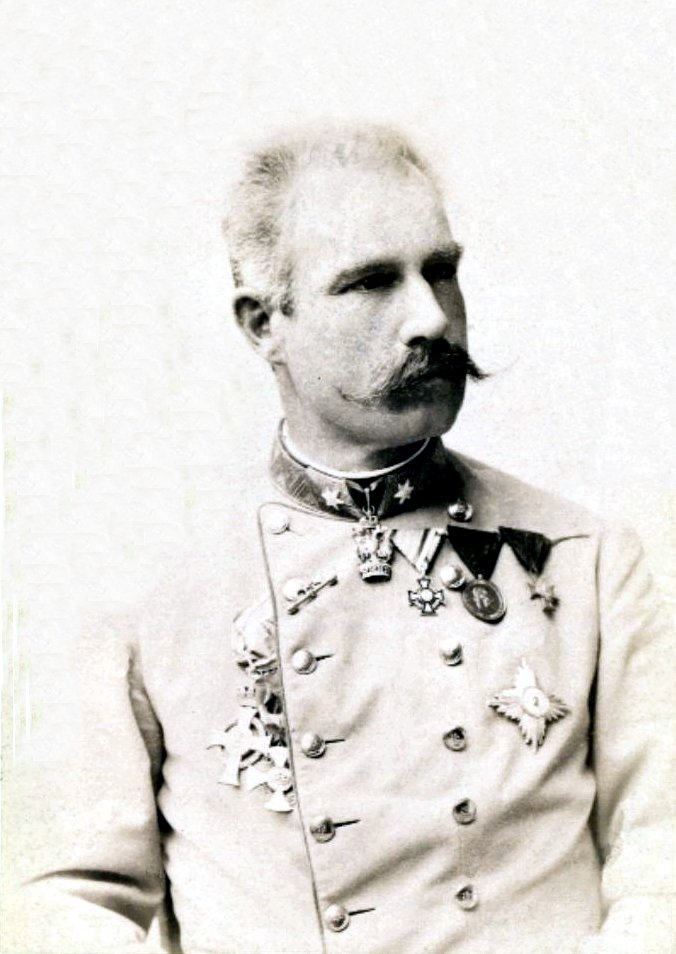
Ludwig Schwitzer von Bayersheim als Generalmajor 1887

Ludwig Freiherr Schwitzer von Bayersheim (* 2. November 1839; † 28. Februar 1919 in Graz) war ein k. u. k. Wirklicher Geheimer Rat, Offizier, zuletzt Feldzeugmeister, Kommandant des 7. Korps und Inhaber des Artillerieregiments Nr. 82.

## Biografie
Ludwig absolvierte die Theresianische Militärakademie in Wiener Neustadt und wurde 1858 als Unterleutnant 2., dann 1. Klasse, dem Linien-Infanterieregiment Nr. 25 zugeteilt. Nach erfolgreichem Absolvieren der k.u.k. Kriegsschule wurde er mit gleichzeitiger Beförderung zum Oberleutnant zum Infanterieregiment Nr. 70 beim Festungsgouvernement zu Verona beordert und 1865 dort auch Hauptmann im Generalstab beim Armeekommando. 1866 war er mit dem der Eisernen Krone III. Klasse ausgezeichnet worden.
Als Oberstleutnant im Generalstabskorps (Rang vom 1. Mai 1878) im Infanterieregiment Nr. 60 nahm er 1879 im Verbande des 4. Korps an den Kämpfen an der Nova Brčka und Majevica Planina teil und erhielt ob seiner Tapferkeit das Militärverdienstkreuz (KD.). Während der Okkupation Bosniens war er 1881 Generalstabschef unter dem Kommandierenden General in Sarajewo und Gouverneur von Bosnien und Herzegowina Feldmarschalleutnant Hermann Freiherr Dahlen von Orlaburg. Mit 1. Jänner 1883 wurde er zum Generalstabschef beim 15. Corps ernannt. Diese Funktion übte er bis 1887 aus. Wegen seiner militärischen Befähigung wurde er am 7. Juli 1884 mit dem Komturkreuz 1. Klasse des Albrechtsordens geehrt. 
Mit Rang vom 5. November 1887 avancierte er zum Generalmajor. Am 1. November 1891 wurde er zum Feldmarschalleutnant und Kommandanten der 18. Truppeninfanteriedivision zu Mostar ernannt, sodann durch Allerhöchste Entschließung vom 13. September 1894 in gleicher Eigenschaft zur 11. Truppeninfanteriedivision in Lemberg übersetzt.
Mit der Ernennung vom 1. November 1899 (Rang vom 26. November 1899) stieg er zum Feldzeugmeister und Inhaber des Artillerieregiments Nr. 82 auf, erhielt den Titel eines Wirklichen Geheimen Rates, war ab Februar 1898 Kommandant des 7. Korps und kommandierender General sowie Festungskommandant (1898–1908) in Temeswar (Timișoara).
Der Offizier wurde am 1. Oktober 1908 auf eigenen Wunsch beurlaubt, sodann nach Schaffung des Dienstgrades General der Infanterie (anstelle des Feldzeugmeisters) am 15. November 1908 zu diesem ernannt.
Ludwig Ritter Schwitzer von Bayersheim wurde mit Allerhöchster Entschließung Kaiser Franz Josefs I. vom 6. September 1911 in den österreichischen Freiherrnstand erhoben.

## Auszeichnungen (Auswahl)
- Orden der Eisernen Krone II. Klasse
- Orden der Eisernen Krone III. Klasse (1866)
- Ritterkreuz des Österreichischen Leopold-Ordens mit Kriegsdekoration
- Militärverdienstkreuz mit Kriegsdekoration (1879)
- Militärverdienstmedaille in Bronze („Signum Laudis“)
- Komturkreuz 1. Klasse des Albrechtsordens (1884)

Quelle: